# Guido Sutermeister
Guido Sutermeister (Intra, 21 novembre 1883 – Legnano, 30 marzo 1964) è stato un archeologo e ingegnere svizzero naturalizzato italiano.

## Biografia
Originario di Intra, cominciò a lavorare poco più che ventenne a Legnano presso l'industria meccanica Franco Tosi.
Appassionato di archeologia, è stato animatore della ricerca archeologica nell'Altomilanese. Insieme all'ispettrice della Soprintendenza per i beni archeologici della Lombardia Alda Levi, ha recuperato la Patera di Parabiago. Le sue indagini hanno inoltre messo in luce numerose tombe della cultura di Golasecca. Il recupero da parte di Sutermeister di alcune urne cinerarie a Canegrate nel 1926, portarono al rinvenimento di una vasta necropoli, il cui studio ha permesso di identificare una civiltà preistorica a cui fu dato il nome di "cultura di Canegrate". Gli scavi sistematici di questa facies furono poi eseguiti dal 1953 al 1956 da Ferrante Rittatore Vonwiller.

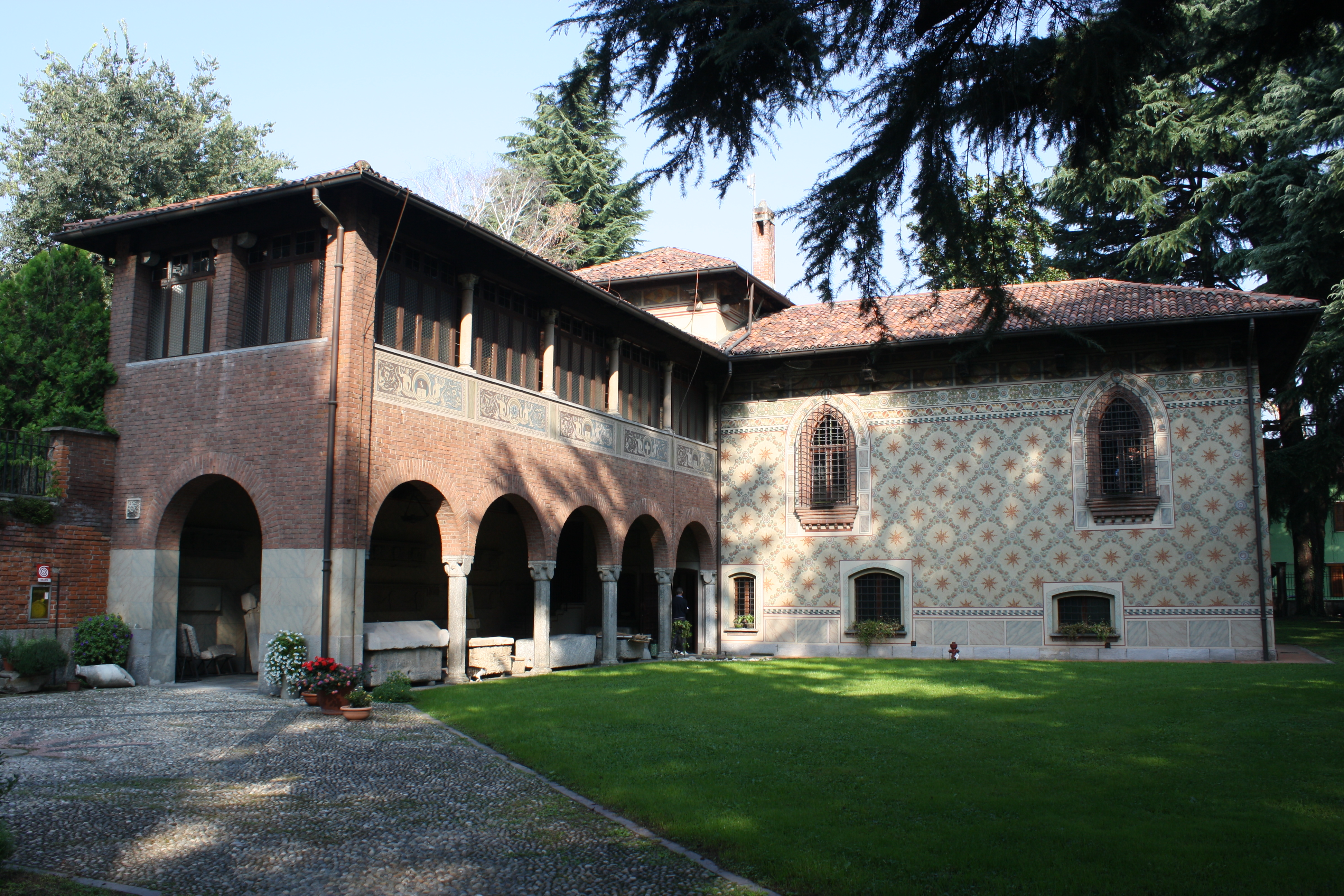
il Museo civico Guido Sutermeister di Legnano

A lui si devono la trasmissione della storia di molti monumenti cittadini e, in alcuni casi, la loro conservazione. Tra questi vi furono il castello Visconteo di Legnano, sorto nel XIII secolo sulle vestigia di un convento di frati agostiniani e in seguito adibito a sede espositiva, di cui Sutermeister portò all'attenzione il suo stato di degrado, che fu tale fino all'inizio del XXI secolo, e la Torre Colombera, piccolo edificio a torre disposto su tre piani utilizzato nella seconda metà del XV secolo come residenza di campagna e di caccia della famiglia Lampugnani. Al suo interno sono esposti gli affreschi che la ornavano e i resti della decorazione pittorica di case nobili ed edifici religiosi rinascimentali di Legnano demoliti nei primi anni del XX secolo tra gli anni trenta e gli anni settanta del XX secolo.
Tale sorte toccò anche alla dimora dei Lampugnani, sita originariamente oltre il fiume Olona lungo l'attuale corso Sempione, abbattuta nel 1927 per poter permettere uno degli ampliamenti del vicino Cotonificio Cantoni. Sutermeister recuperò e reimpiegò i soffitti a cassettone, le colonne del portico e quant'altro era possibile, per la costruzione della sede del museo civico di Legnano, da lui fortemente voluto, che in seguito gli è stato intitolato.
A Sutermeister spetta anche la fondazione, nel 1927, della Società di Arte e Storia, associazione culturale di Legnano che si occupa della diffusione e della promozione della storia e dell'arte della città.